# کریم الاحمدی
کریم الاحمدی (عربی: كريم الأحمدي؛ زاده ۲۷ ژانویهٔ ۱۹۸۵) بازیکن فوتبال اهل مراکش است.وی همچنین در تیم ملی فوتبال مراکش بازی کرده‌است.